# Guillon-Terre-Plaine
Guillon-Terre-Plaine – gmina we Francji, w regionie Burgundia-Franche-Comté, w departamencie Yonne. W 2016 roku liczba ludności wynosiła 781 mieszkańców. 
Gmina została utworzona 1 stycznia 2019 roku z połączenia pięciu ówczesnych gmin: Cisery, Guillon, Sceaux, Trévilly oraz Vignes. Siedzibą gminy została miejscowość Guillon. 